# La última voluntad de un fascista ruso
La última voluntad de un fascista ruso; en ruso: Завещание русского фашиста) es una reedición del 2001 del libro de Konstantín Rodzayevski, el líder del Partido Fascista Ruso. La tirada fue de 12000 libros, de los cuales 5000 eran un volumen especial de primera edición con ilustraciones, siendo el resto una segunda edición sin ilustraciones.

## Prefacio
El libro comienza con un prefacio de I. Dyakov, "En el borde de las tumbas de Rusia", y una biografía de Konstantín Rodzayevski escrita por K. Gusev.

## Monografía
La mayor parte del libro es la monografía de Rodzayevski "Judaización contemporánea del mundo o la cuestión judía en el siglo XX", publicado en Harbin en 1943. La monografía está dividida en cuatro partes:
1. "Viajando alrededor del mundo" analiza la geografía política y plantea las opiniones del autor sobre la geografía del mundo en términos de la presencia en él de los judíos y su grado de influencia en cada país
2. "Excursión a la historia": la concepción del autor de la historia de los judíos
3. "La Internacional Judía": la concepción del autor sobre la organización de las comunidades judías alrededor del mundo
4. "La decisión de nuestro destino": las opiniones del autor sobre los acontecimientos del mundo contemporáneo, sus causas, y las consecuencias invisibles de la política judía del momento

## El ABC del Fascismo
También se incluye en el libro el apartado El ABC del Fascismo compilado, editado y anotado por el propio Rodzaevsky que lo había publicado originalmente en Harbin en 1934. Este trabajo se compone de 100 respuestas a 100 preguntas sobre el fascismo. Al final del libro se encuentra el himno del Partido Fascista Ruso.

## Documentos del partido
En el libro original, publicado en Harbin en 1935 y aprobado por el Consejo Supremo el 25 de octubre de 1936, se incluyen los siguientes documentos oficiales del partido: "Sobre el saludo del partido" n.º 69, "Sobre la bandera del partido" n.º 71, "Sobre la bandera y el himno nacionales" n.º 73, "Sobre los iconos del partido" n.º 67, "Sobre el estandarte del partido" n.º 72, "Sobre la estructura del partido y sus símbolos jerárquicos" n.º 68, y "Sobre los símbolos religiosos" n.º 65.

## Artículos
Después de los documentos del partido en el libro aparecen dos artículos de Aleksey Shiropaev: "La Voz de la Verdad de Rusia" y "Rusos del Futuro".

## Añadidos necesarios
El libro incluye una declaración datada el 4 de octubre de 1997, concerniente a la rehabilitación de Rodzayevski, Lev Okhotin, y otros; así como la declaración del Colegio Militar de la Corte Suprema de la Federación de Rusia n.º 043/46 datada el 26 de marzo de 1998; rechazando la rehabilitación de Rodzaevsky, Lev Okhotin y otros; así como la respuesta de la Fiscalía General Militar sobre la legalidad de esta decisión.